# Facteur de croissance de l’endothélium vasculaire

L’endothélium vasculaire

Le facteur de croissance de l’endothélium vasculaire (en anglais Vascular endothelial growth factor, VEGF) est une protéine jouant un rôle dans le fonctionnement du corps humain.

## Historique
Il a été isolé en 1989 et les trois premiers types sont rapidement identifiés ainsi que son rôle sécrétoire.

## Description
C'est une protéine dont le rôle dans l'organisme est de déclencher la formation de nouveaux vaisseaux sanguins (angiogenèse) qui est nécessaire pour accompagner la croissance des tissus et le développement des organes du corps humain.
Cinq molécules différentes ont été identifiées, VEGF-A à VEGF-D ainsi que le PIGF (placental growth factor).
Deux récepteurs à activité tyrosine kinase ont été identifiés : VEGFR1 (impliqué dans la migration des cellules endothéliales) et VEGFR2 (impliqué dans la prolifération des cellules endothéliales).
Comme son nom l'indique, VEGF agit essentiellement sur les cellules de l'endothélium vasculaire, même s'il a une action sur un nombre limité d'autres cellules (comme lors de la stimulation de la migration monocyte/macrophage). In vitro, VEGF stimule la prolifération et la migration des cellules endothéliales. VEGF augmente également la perméabilité microvasculaire et il est parfois nommé facteur de perméabilité vasculaire.

## Rôle dans le développement tumoral
Le VEGF est particulièrement intéressant car il joue un rôle dans la croissance des tumeurs. Pour satisfaire leur besoin en oxygène et en nutriments, les tumeurs nécessitent la création de nouveaux vaisseaux sanguins via le mécanisme de néoangiogénèse que favorise le VEGF. Le VEGF est sécrété par la plupart des cellules tumorales, en partie dû au manque d'oxygénation locale (hypoxie). De même, un certain nombre de cellules tumorales portent des récepteurs au VEGF.
L'inhibition de l'angiogénèse accompagnant une tumeur permettrait de stopper son développement. L'inhibition du VEGF en particulier permettrait d'arrêter la croissance tumorale. Ainsi, une voie de recherche actuelle dans la lutte contre certains cancers est d'étudier l'action des anti-VEGF.

## Rôle dans les rétinopathies
Le VEGF est également impliqué dans la clinique des rétinopathies diabétiques. La dégradation des microvaisseaux de la rétine des personnes diabétiques peut entraîner une ischémie rétinienne, qui stimule la synthèse de VEGF. Le VEGF provoque alors la formation de néovaisseaux rétiniens et iriens (rubéose irienne), dégradant l'acuité visuelle et endommageant certaines structures oculaires (comme le canal excréteur de l'humeur aqueuse (canal de Schlemm), dont l'obstruction par les néovaisseaux iriens entraîne une augmentation de la pression intra-oculaire, favorisant un glaucome).
Son rôle semble également important dans les formes humides de la dégénérescence maculaire liée à l'âge, maladie rétinienne de la personne âgée pouvant conduire à la cécité.

## Utilisation en médecine

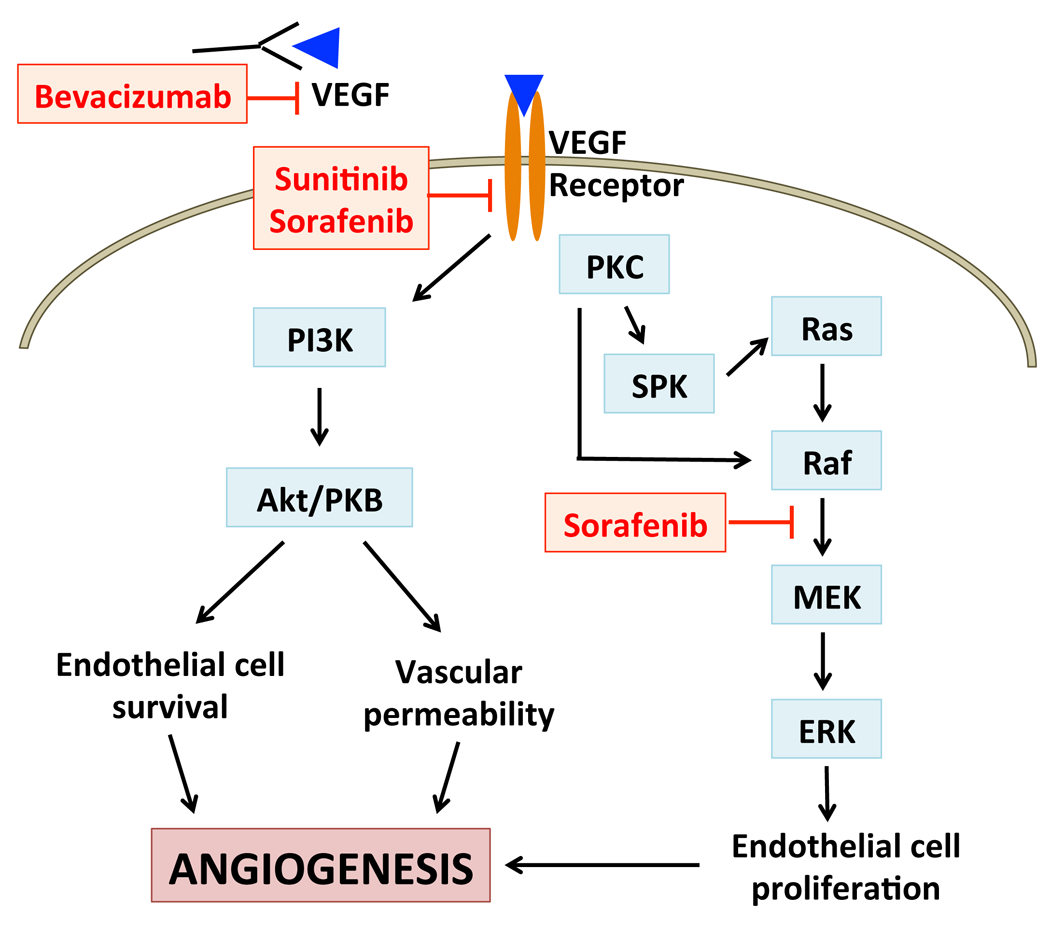
Inhibiteurs de l'angiogenèse.

Elle est encore expérimentale, contrairement aux inhibiteurs qui ont des applications concrètes démontrées.
On parle des anticancéreux à action ciblée; anticorps monoclonaux inhibiteurs de l'angiogenèse.
ex:Bévacizumab

### VEGF
Favoriser la prolifération vasculaire pourrait, théoriquement, être intéressant en cas d'ischémie (manque d'oxygénation) d'un organe mal irrigué par le sang. Plusieurs études concernant le traitement des cœurs ischémiques ont des résultats mitigés,. Cependant, une étude récente a montré un effet très positif de l'utilisation de microparticules de biopolymères réticulés comme systèmes de libération locale contrôlée de facteurs de croissance proangiogéniques en combinaison.

### Inhibiteurs du VEGF
Le bévacizumab est le premier anticorps monoclonal dirigé contre le VEGF et commercialisé dans le traitement contre certains cancers en 2004. Son développement a valu à Napoleone Ferrara le Prix Albert-Lasker pour la recherche médicale clinique 2010.
Le ranibizumab est un fragment du bévacizumab conservant ses propriétés antagonistes. Il est particulièrement utilisé dans la dégénérescence maculaire liée à l'âge.
Le sorafénib est un inhibiteur du récepteur VEGF. Il empêche l'angiogenèse nécessaire à l'oxygénation des tumeurs. Il est utilisé dans le traitement de certains cancers.
Le ramucirumab est un anticorps monoclonal ciblant le récepteur 2 du VEGF.
L'aflibercept est une protéine de fusion recombinante composée des fragments des domaines extracellulaires des récepteurs de type 1 et 2 du VEGF humain fusionnés au fragment Fc de l'IgG1 humaine.
L'ivonescimab cible, en même temps, le PD1 et le VEGF.